# 龙华路站 (大连市)
龙华路站（工程用名：前盐站）位于辽宁省大连市甘井子区，是大连地铁5号线的一个车站，于2023年3月17日启用。
车站因位于甘井子区前盐地区，故工程用名为“前盐站”，正式站名“龙华路”来源于车站西侧的东西向道路龙华路。

## 位置
龙华路站位于甘井子区兴泉路与龙华路路口地下，车站沿兴泉路以东北-西南方向排布。

## 车站结构
龙华路站为岛式站台地下车站，B1层为站厅层，B2层为站台层。
| B1层 | 站厅层                            | 站厅、乘客服务中心、自动充值机、自动售票机 |
| B2层 |                                   | █ 5号线往后关方向 （后盐）                 |
| B2层 | 岛式站台，开左边门                |                                            |
| B2层 | █ 5号线 往虎滩新区方向 （泉水东） |                                            |

## 出入口
龙华路站共设有3个出入口，其中B出入口位于兴泉路西侧，C和D出入口位于兴泉路东侧，站外无障碍电梯位于B出入口旁。
| 出口编号 | 出口指示 | 建议前往的目的地                                                 |
| -------- | -------- | ---------------------------------------------------------------- |
| 出口 · B |          | 龙华路、半岛泉水欣座、大连博思中学、博思小学、泉水欣城、泉水N2区 |
| 出口 · C |          | 兴泉路东侧                                                       |
| 出口 · D |          | 兴泉路、泉水客运枢纽站                                           |

## 公交换乘
- - 1109、1114路公交车。

- - 21、42、45、513、1025路公交车。